# Franz Josef Juchem
Franz Josef Juchem (* 5. Dezember 1934 in Eppelborn; † 10. Februar 2023 ebenda) war ein deutscher Unternehmer, der sein Unternehmen zu einer der technologisch führenden Firmen in der Verarbeitung von Getreide und Fett für die Lebensmittelindustrie führte.

## Leben
Franz Josef Juchem war ein Sohn des Mühlenbesitzers Franz Juchem (1903–1982) und dessen Ehefrau Agnes Müller (1905–1997).
Nach dem Besuch der Volksschule in seiner Heimatstadt machte er das Abitur im Internat der Steyler Missionare in St. Wendel. 1952 trat er in die Firma seines Vaters ein und schloss 1954 sein Studium an der Deutschen Müllerschule Braunschweig als Müllereitechniker ab.
In Hamburg, Paris und Lille sammelte er berufliche Erfahrungen als Kaufmann und Müller und übernahm im Jahre 1959 die Leitung des Unternehmens. In den 1960er Jahren entwickelte er das Frijet-Verfahren und ließ es 1965 patentieren. In diesem Verfahren werden flüssige Fette und Emulgatoren sowie Stearine in einen gekühlten Turm gesprüht. Durch Kristallisation entstehen dabei rieselfähig Pulver mit sehr kleiner Korngröße. Diese Fettpulver dienen für Backmischungen und können einen Mischvorgang in der Bäckerei einsparen.
Ebenso wurde sein Verfahren zur Herstellung von benetzbarem Futter für Haustiere patentiert.
1971 erhielt er gemeinsam mit Franz Lang, Gustav Gruen und Kurt Schwalm ein Patent für das Verfahren und Vorrichtung zur Behandlung von pulverförmigen oder körnigen Materialien mit gasförmigen, flüssigen oder festen Mitteln oder Stabilisatoren.
Aus landwirtschaftlichen Rohstoffen stellt das Unternehmen beste Grundstoffe für die Lebensmittelindustrie und Produkte für den Endverbraucher her. Viele Nahrungsmittel, z. B. Suppen, Soßen, Back- und Süßwaren, Getreide- oder Bioprodukte würde es ohne Juchem entweder nicht oder nicht in der gewünschten Qualität geben.
Er war verheiratet mit Waltraud Schorr (* 1939), Das Ehepaar hat die Töchter Andrea (* 1963) und Susanne (* 1968).

## Öffentliche Ämter
- 1971–2002 Richter am Finanzgericht des Saarlandes
- 1974–2004 Handelsrichter am Landgericht Saarbrücken
- 1979–2004 Mitglied des Verwaltungsrates der Sparkasse Neunkirchen
- Vorstand des Deutschen Verbandes Tiernahrung
- Vizepräsident der Fédération Européenne des Fabricants d’Aliments Composés in Brüssel
- 1980/81 Präsident des Rotary-Clubs Lebach Wadern
- 1997–2012 Vizepräsident der IHK Saarland
- 1999–2009 Vorsitzender des Verwaltungsrates der Bürgschaftsbank Saarland GmbH

## Ehrungen und Auszeichnungen
- 1991 Bundesverdienstkreuz I. Klasse
- 2004 Ökonomierat
- 2007 Ritter des Ordre du Mérite agricole
- Ehrenmitglied beim Verband der Futtermittelindustrie und dem Deutschen Verband Tiernahrung
- Großer Preis der Oskar-Patzelt-Stiftung

## Schriften
- 1994 „Die Nahrungsmittelindustrie im Saarland“ gemeinsam mit Günter Lehmann
- 1998 „Verfahren zur Entkeimung von flüssiger Volleimasse“ gemeinsam mit Günter Lehmann
- 2004 Ein Haus – eine Familie: das Bachmichel-Haus zu Eppelborn, gemeinsam mit Johannes Naumann (Hrsg.), erschienen im Verlag Historischer Verein zur Erforschung des Schaumberger Landes, 2004, ISBN 3-00-014863-9